# Аллегория Веры
«Аллегория Веры» (нидерл. Allegorie op het geloof) — поздняя картина голландского художника Яна Вермеера, предположительно написанная между 1670 и 1672 годами. В 1931 году была передана по завещанию из частной коллекции Майкла Фридсема (англ. Michael Friedsam) в Метрополитен-музей, где находится по настоящее время.

## История картины
Непростую историю картины изложил А. М. Эфрос в связи с деятельностью русского художника И. С. Остроухова, который был не только замечательным живописцем, но также выдающимся коллекционером и мастером интуитивной, так называемой «знато́ческой» атрибуции картин.
Остроухов делал тончайшие наблюдения, доверяясь собственному чутью художника, а про то, что не любил, говорил просто: «чепуха и дрянь». Но однажды судьба сыграла с ним злую шутку. Коллекционер Дмитрий Иванович Щукин, один из трёх братьев, московских собирателей живописи, показал Остроухову купленную по случаю небольшую картину. Знаток посмотрел и бросил свое обычное: «чепуха и дрянь». Щукин картину продал, а потом оказалось, что это было неизвестное тогда творение Яна Вермеера Делфтского, произведений которого до сих пор нет в России. «А теперь „Аллегория“ Вермеера, — писал Эфрос, — висит в Гаагском музее, утверждённая в своем великом звании… Останься она у нас — это был бы единственный Вермеер русских музеев».
Остроухов так и не признал своей ошибки, более того, он настаивал на том, что искусствоведы обладают «свиным глазом» и не видят живописи. Для Остроухова, чутьём живописца распознававшего манеру любимых художников, предложенная картина была очевидно не подлинной, поскольку не соответствовала, по его мнению, стилю и манере замечательного голландца. Отвергнутую Остроуховым картину купил выдающийся голландский искусствовед, коллекционер и мастер атрибуций Абрахам Бредиус. В 1889—1909 годах Бредиус был директором картинной галереи Маурицхёйс в Гааге. Ныне «Аллегория веры» Вермеера хранится в музее Метрополитен в Нью-Йорке.

## Художественные особенности композиции
Картина «Аллегория Веры» действительно нехарактерна для творчества Вермеера, который писал в основном небольшие композиции камерного жанра с изображением обычных интерьеров типичного голландского дома и скромных голландских бюргерш за обыденными домашними делами. Но, как и многие другие художники своего времени, Ян Вермеер со временем, вероятно, увлёкся итальянским академизмом и популярным жанром композиций на аллегорические и религиозные темы. Так, например, картина «Мастерская художника» (другое название: Аллегория живописи) имела успех, но «Аллегория Веры» (иногда под названием «Аллегория Католической веры») не удалась и осталась исключением в творчестве художника. Отсюда и трагическая ошибка знатока И. С. Остроухова. Несмотря на тяжелое финансовое положение, Ян Вермеер не расставался с обеими картинами до самой смерти.
Аллегорический смысл композиции раскрывается в нижней части картины, где изображена змея, придавленная камнем (змея — символ сатаны, камень — церкви, воздвигнутой «на камне сём»). Глобус олицетворяет собой весь мир, на него опирается аллегорическая женская фигура Веры, рядом — раскрытая Библия, потир (чаша Святого причастия) и Распятие. На стене находится картина, на которой изображена сцена Распятия Иисуса с присутствующим Иоанном Богословом, символизирующим Премудрость. К потолку подвешен хрустальный шар — традиционный символ совершенной мудрости, дарованной Богом. В позе и взгляде Веры художник весьма наивно попытался передать состояние религиозного экстаза. Однако, многие исследователи подчёркивают неудачу столь прямолинейного решения, поскольку при первом взгляде возникает впечатление, что женская фигура испытывает отчаяние. Портьера на первом плане, кресло и «шахматные клетки» пола повторяют детали картины «Мастерская художника».